# Protocetus
Protocetus – rodzaj niewielkiego prymitywnego walenia z rodziny Protocetidae. Żył w środkowym eocenie (lutet, około 45 mln lat temu) na terenie dzisiejszego Egiptu. Opisano trzy gatunki należące do tego rodzaju, jednak dwa spośród nich zostały włączone do osobnego rodzaju prawaleni z rodziny Remingtonocetidae – jedynym gatunkiem zaliczanym do rodzaju Protocetus pozostał Protocetus atavus.
Protocetus w znacznie większym stopniu niż żyjący 8 mln lat wcześniej Pakicetus przypominał dzisiejsze walenie – jego ciało miało bardziej wrzecionowaty, opływowy kształt, kończyny tylne uległy silnej redukcji, a nozdrza znajdowały się – w porównaniu do wcześniejszych prawaleni – bliżej oczu niż czubka pyska. Uszy Protocetus umożliwiały mu słyszenie pod wodą, jednak waleń ten prawdopodobnie nie miał równie wysoko jak współcześni przedstawiciele tego rzędu rozwiniętego systemu echolokacji.
Blisko spokrewnionym z Protocetus prawaleniem był Georgiacetus – czaszki przedstawicieli tych dwóch rodzajów miały podobne proporcje, jednak czaszka Georgiacetus była o około 30% dłuższa. Różnice dotyczyły również uzębienia – większa była diastema pomiędzy drugim a trzecim przedtrzonowcem. Budowa kręgów jest podobna, jednak kręgi Georgiacetus były bardziej masywne.